# Obrnice
Obrnice (en allemand : Obernitz) est une commune du district de Most, dans la région d'Ústí nad Labem, en République tchèque. Sa population s'élevait à 2 181 habitants en 2021.

## Géographie
Obrnice est arrosée par la Bílina, un affluent de l'Elbe, et se trouve à 5 km à l'est du centre de Most, à 41 km à l'ouest-sud-ouest d'Ústí nad Labem et à 72 km au nord-ouest de Prague. Elle est dominée au nord-est par le mont Zlatník.

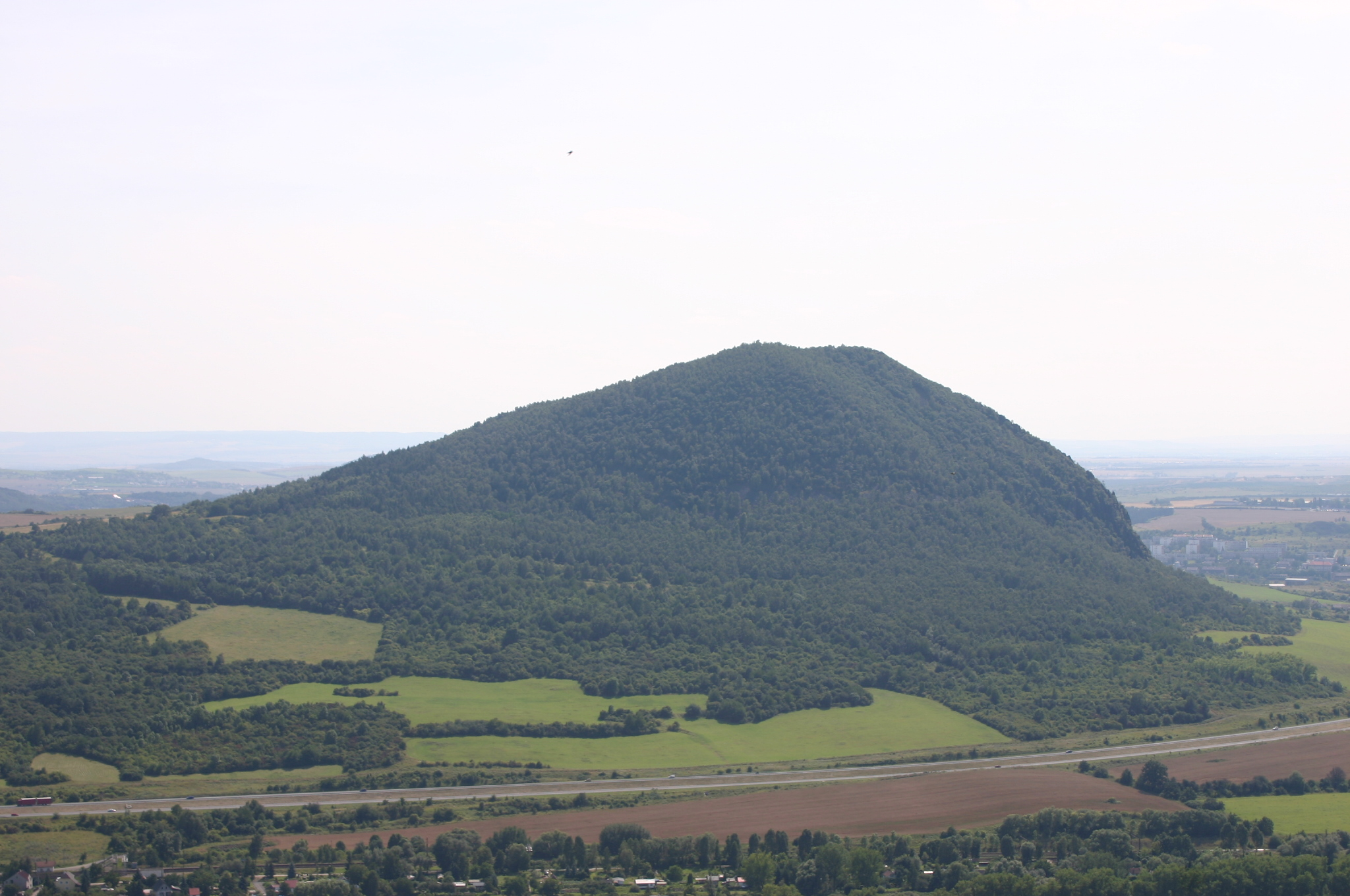
Mont Zlatník (521 m).

La commune est limitée par Braňany et Želenice au nord, par Lužice à l'est, par Patokryje au sud-est, par Korozluky au sud et par Most à l'ouest.

## Histoire
La première mention écrite de la localité date de 1282.

## Administration
La commune se compose de trois quartiers :
- České Zlatníky
- Chanov
- Obrnice

## Patrimoine
Patrimoine religieux

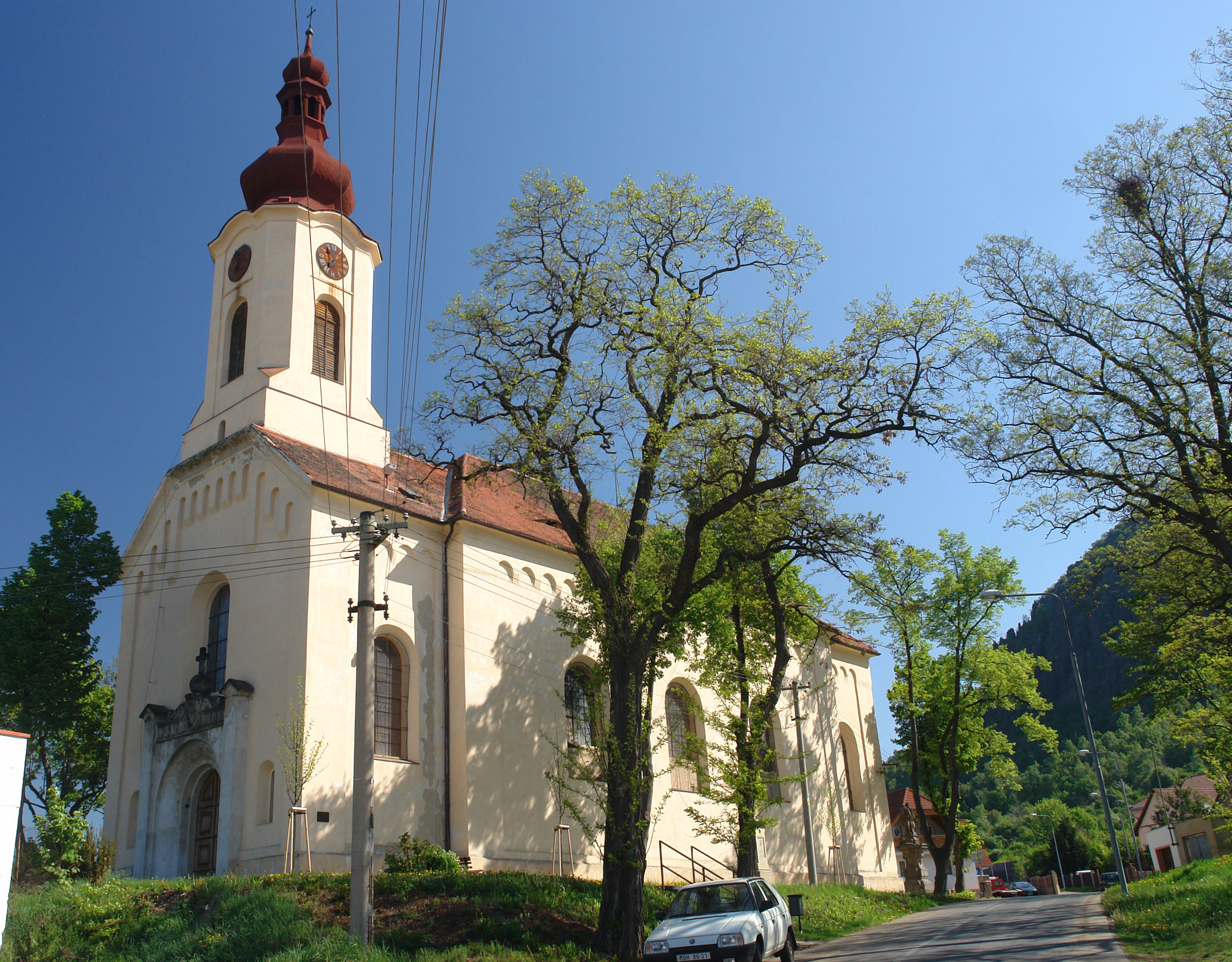
Église Saint-Georges à České Zlatniky.
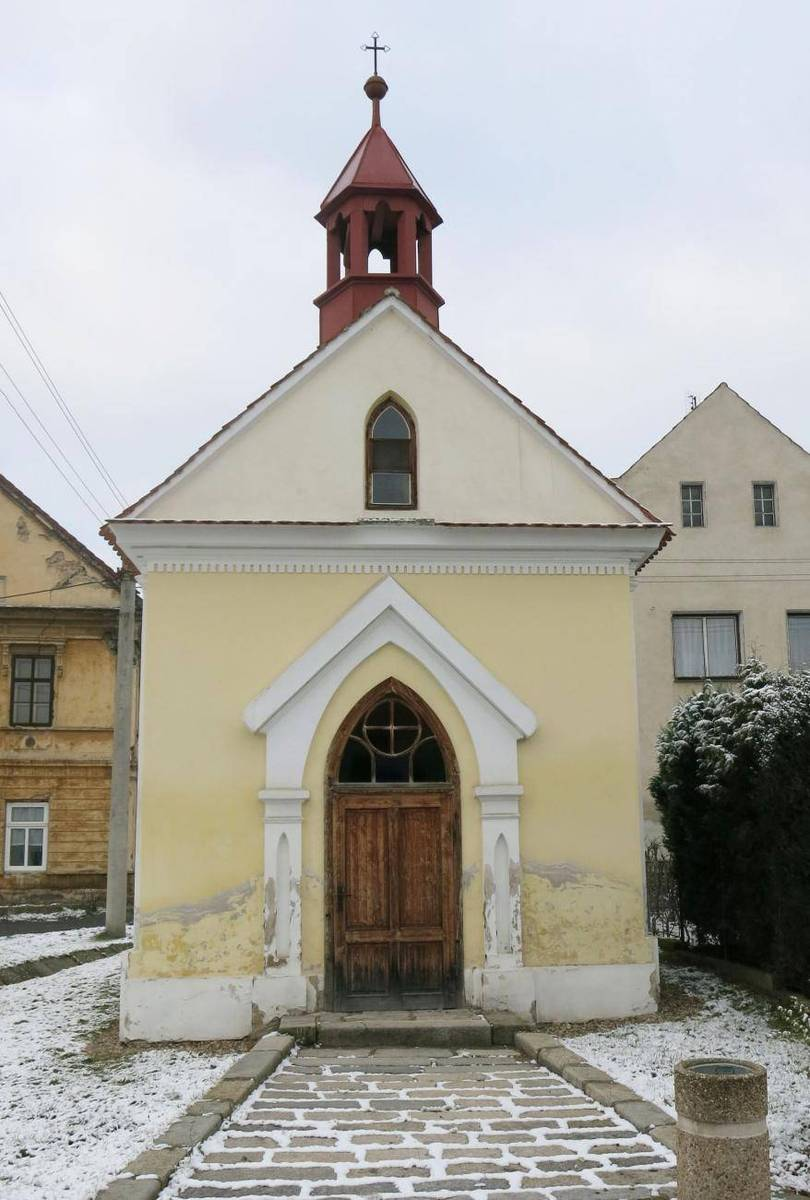
Chapelle de la Sainte-Trinité.

## Transports
Par la route, Obrnice se trouve à 5 km du centre de Most, à 40 km d'Ústí nad Labem et à 89 km de Prague.